# İstiklâl Marşı
İstiklâl Marşı, ‘Marxa de la Independència’, és l'himne nacional de Turquia, adoptat oficialment el 12 de març de 1921.
El manuscrit d'Ersoy, entre la línia del títol İstiklâl Marşı i la primera línia del títol, duu la dedicatòria Kahraman Ordumuza, ‘Al nostre heroic exèrcit’, l'exèrcit que va guanyar la guerra d'independència. La lletra reflecteix el sacrifici dels soldats durant la guerra.
L'himne s'escolta regularment durant els esdeveniments oficials i militars, així com durant els festivals nacionals, bayrams, esdeveniments esportius i cerimònies escolars.
Una versió emmarcada de l'himne nacional (vegeu fotografia de l'article) ocupa típicament la paret que hi ha damunt de la pissarra a les classes de les escoles públiques, així com a gairebé totes les privades, de Turquia (acompanyada d'una bandera turca, una fotografia del pare fundador de la pàtria Atatürk i una còpia del famós discurs d'Atatürk dedicat a la joventut de la nació).
La composició ha estat adoptada també com a himne nacional de la República Turca de Xipre del Nord.
Una banda que mostra les primeres dues estrofes de l'himne va ser representada en el revers del bitllet de 100 lires de 1983-1989.

## Història
Després de la dissolució de l'Imperi Otomà, es va organitzar un concurs a nivell nacional, per tal de trobar la composició original més convenient per a aquesta marxa nacional. Es van presentar un total de 724 poemes. Finalment, un poema de deu versos, escrit pel reconegut poeta Mehmet Âkif Ersoy va ser adoptat unànimement per la Gran Assemblea Nacional de Turquia. Vint-i-quatre compositors van participar en una altra competició, disposada per a la selecció d'una composició musical per a l'himne nacional. El consell, que només va poder reunir-se el 1924 a causa de la guerra turca de la independència, va adoptar la música composta per Ali Rıfat Çağatay. Les paraules de l'himne nacional van ser cantades amb aquesta música fins a 1930. Després d'això, la música de l'himne nacional va ser canviada per un arranjament escrit per Osman Zeki Üngör, director de l'orquestra simfònica presidencial, i les lletres s'han cantat amb aquest acompanyament musical des d'aleshores. Es pot destacar tanmateix, que només es canten les primeres dues estrofes (assenyalades en negreta al text).

## Lletra enturc otomàiturc modern
|  |  | استقلال مارشى قورقما سونمز بو شفقلرده يوزن آل سانجاق سونمه‌دن يوردمك اوستنده توتن اك صوك اوجاق او بنم ملتمك ييلديزيدر پارلاياجق او بنمدر او بنم ملتمكدر آنجاق چاتما قوربان اولايم چهره كي اي نازلي هلال قهرامان عرقمه بر گول نه بو شدت بو جلال سكا الماز دوكولن قانلرمز صوكرا حلال حقيدر حقه طاپان ملتمك استقلال بن ازلدن بريدر حر ياشادم حر ياشارم هانكي چيلقين باكا زينجير وراجقمش شاشارم كوكره‌مش سيل كبي‌يم بند مي چيگنر آشارم ييرتارم داغلري انگينلره صيغمام طاشارم غربك آفاقني صارمشسه چليك زرهلي ديوار بنم ايمان دولو كوكوسم كبي سرحدم وار اولوسون قورقما نصل بويله بر ايماني بوغار “مدنيت” ديديگن تك ديشي قالمش جاناوار آرقاداش يوردوما آلچاقلري اوغراتما صاقين سپر ات كوده كي دورسون بو حياسزجه آقين دوغاجقدر سگا وعد ايتديكي كونلر حقك كيم بيلير بلكي يارين بلكي يارين دن ده ياقين باصديغك يرلري طوپراق دييه رك گچمه طاني دوشون آلتنده كي بيكلرجه كفنسز ياتاني سن شهيد اوغليسك اينجيتمه يازيقدر آتاكي ويرمه دنيالري آلسه ك ده بو جنت وطني كيم بو جنت وطنك اوغرينه اولمازكه فدا شهدا فيشقيراجق طوپراغي صيقسه ك شهدا جاني جاناني بوتون واريمي آلسين ده خدا ايتمه سين تك وطنمدن بني دنياده جدا روحمك سندن الهي شودر آنجاق املي دگمه سين معبدمك كوكسنه نامحرم الي بو اذان لر كه شهادتلري دينك تملي ابدي يوردمك اوستنده بنم يگلملي او زمان وجد ايله بيك سجده ايدر وارسه طاشم هرجريحه مدن الهي بوشانور قانلي ياشيم فيشقيرير روح مجرد گبي يردن نعشيم او زمان يوكسله رك عرشه ده گر بلكي باشم دالقالان سن ده شفقلر كبي اي شانلي هلال اولسون آرتق دكولن قانكارمك هپسي حلال ابدياً سكا يوق عرقمه يوق اضمحلال حقيدر حر ياشامش بايراغمك حريت حقيدر حقه طاپان ملتمك استقلال | İstiklâl Marşı Korkma, sönmez bu şafaklarda yüzen al sancak; Sönmeden yurdumun üstünde tüten en son ocak. O benim milletimin yıldızıdır, parlayacak; O benimdir, o benim milletimindir ancak. Çatma, kurban olayım, çehreni ey nazlı hilâl Kahraman ırkıma bir gül! Ne bu şiddet bu celâl Sana olmaz dökülen kanlarımız sonra helâl, Hakkıdır, Hakk’a tapan, milletimin istiklâl! Ben ezelden beridir hür yaşadım, hür yaşarım. Hangi çılgın bana zincir vuracakmış? Şaşarım Kükremiş sel gibiyim, bendimi çiğner, aşarım; Yırtarım dağları, enginlere sığmam, taşarım. Garbın âfakını sarmışsa çelik zırhlı duvar, Benim iman dolu göğsüm gibi serhaddim var. Ulusun, korkma! Nasıl böyle bir imanı boğar. "Medeniyyet!" dediğin tek dişi kalmış canavar Arkadaş! Yurduma alçakları uğratma, sakın! Siper et gövdeni, dursun bu hayasızca akın. Doğacaktır sana va´dettiği günler Hakk´ın; Kim bilir, belki yarın, belki yarından da yakın. Bastığın yerleri „toprak“ diyerek geçme, tanı! Düşün, altında binlerce kefensiz yatanı. Sen şehit oğlusun, incitme, yazıktır, atanı; Verme, dünyaları alsan da, bu cennet vatanı. Kim bu cennet vatanın uğruna olmaz ki fedâ? Şuheda fışkıracak toprağı sıksan, şühedâ! Canı, cananı, bütün varımı alsın da Hüdâ, Etmesin tek vatanımdan beni dünyada cüda. Rûhumun senden, ilâhi, şudur ancak emeli; Değmesin mabedimin göğsüne nâ-mahrem eli! Bu ezanlar-ki şahadetleri dinin temeli, Ebedi yurdumun üstünde benim inlemeli O zaman vecd ile bin secde eder -varsa- taşım Her cerihamdan, ilâhi, boşanıp kanlı yaşım, Fışkırır ruh-i mücerred gibi yerden na´şım; O zaman yükselerek arşa değer belki başım! Dalgalan sen de şafaklar gibi ey şanlı hilâl; Olsun artık dökülen kanlarımın hepsi helâl! Ebediyen sana yok, ırkıma yok izmihlâl. Hakkıdır, hür yaşamış bayrağımın hürriyet; Hakkıdır, Hakk’a tapan milletimin istiklâl! |

## Traducció alcatalà
No tinguis por! La carmesí bandera, que gloriosa oneja al crepuscle, mai no s'esvairà
No mentre hi hagi un cor valerós que cremi per la meva pàtria
És l'estrella de la meva nació, que brillarà per sempre
Ella és meva, i la meva única nació.
No arrufis les celles, t'ho prego, oh tímida Mitja Lluna!
Ans somriu a la meva heroica raça! Per què la ràbia, per què l'ira?
La nostra sang vessada per vosaltres, en cas contrari no serà digna;
Perquè la llibertat és el dret absolut de la meva adoració a la nació de Déu.
He estat lliure des del principi i sempre serà així.
Com n'estaria de boig si estigués encadenat! Desafio la idea!
Sóc com el brogit de la inundació, travesso els obstacles tot destruint-los,
Esquinçaré les muntanyes, ompliré els mars oberts i encara brollaré!
Les terres d'Occident podran ser blindades amb murs d'acer,
Però tinc fronteres custodiades pel poderós pit d'un creient.
Reconeix la teva innata força, oh amic meu! I pensa: com podria aquesta ardent fe mai ser assassinada,
Per això, un sol monstre amb ullals maltractats, que tu anomenes "civilització"?
Amic meu! No deixis la meva pàtria a mans d'homes malvats!
Fes del teu pit una armadura i del teu cos una trinxera! Atura aquesta vergonyosa pressa!
Perquè aviat vindran els dies feliços de la promesa divina...
Qui sap? Potser demà? Potser fins i tot abans!
No miris la terra que trepitges com a simple terra - reconeix-la!
I pensa en els milers de taüts que reposen tan noblement sota els teus peus.
Tu ets el noble fill d'un màrtir, tingues vergonya, no facis mal al teu avantpassat!
No deixis anar, ni tan sols quan estiguis als mons promesos, aquest paradís d'una pàtria.
¿Quin home no hauria de morir per aquesta part celestial de la terra?
Brollarien els màrtirs tan sols prement el terra! Màrtirs!
Déu em pot prendre la vida, tots els meus éssers estimats, les meves possessions, si així Ell ho vol
Però Ell no pot privar-me de la meva única pàtria al món.
Oh gloriós Déu, l'únic desig del meu assolat i dolorit cor és que,
cap mà d'un pagà no pugui mai tocar el cor dels meus temples sagrats.
Aquests àdhans, les xahades, són els fonaments de la meva religió,
Que el seu últim noble so imperi ampli i fort sobre la meva pàtria eterna.
Perquè només llavors, a la meva cansada tomba, si ja n'hi ha una, em prostraré sis mil vegades en èxtasi,
I llàgrimes de sang brollaran de cadascuna de les meves ferides,
I el meu cos sense vida sorgirà de la terra com un esperit etern
Potser només llavors, pujarà pacíficament i per fi arribarà al cel.
Així les ones i les onades com el cel brillant a l'alba, oh tu gloriosa Mitja Lluna,
Així la nostra última gota de sang podrà finalment ser beneïda i digna!
Ni tu ni la meva raça mai no us extingireu!
Perquè la llibertat és el dret absolut de la meva bandera sempre lliure;
Perquè la llibertat és el dret absolut de la meva nació adoradora de Déu!